# Incidente de Hangzhou
O incidente de Hangzhou de julho de 1975 foi uma série de greves e lutas violentas entre trabalhadores industriais na cidade de Hangzhou, província de Zhejiang, durante a Revolução Cultural. O incidente terminou com o envio maciço de tropas do Exército de Libertação Popular para a cidade e as fábricas em julho de 1975.

## Antecedentes
Em janeiro de 1967, durante a "fase de tomada do poder" da Revolução Cultural em Zhejiang, a organização rebelde maoísta oficialmente sancionada, o Quartel-General Unificado dos Rebeldes Revolucionários da Província de Zhejiang (浙江省革命造反联合总指挥部), organizou um comício para humilhar e atacar Jiang Hua, então primeiro secretário do Comitê Provincial de Zhejiang do Partido Comunista. No entanto, outra organização rebelde, a Tempestade Vermelha (红色暴动派), interrompeu o comício, alegadamente com o apoio das elites do partido provincial, permitindo que Jiang fugisse para Pequim em segurança. Isso iniciou uma disputa entre os dois grupos rebeldes, que durou pelos próximos anos durante a Revolução Cultural em Zhejiang. Muitos confrontos armados e lutas políticas ocorreram em grandes cidades da província. Em 1969, quando a onda de "esquerdismo" diminuiu, ambas as organizações foram formalmente dissolvidas, mas os membros do núcleo mantiveram algum tipo de organização clandestina.
No início de 1974, ocorreu a campanha Anti-Lin Biao e Anti-Confúcio, e alguns ativistas associados ao antigo Quartel-General Unificado aproveitaram a oportunidade para retomar o ativismo e tentar tomar o poder das elites locais do partido. Os líderes rebeldes mais notáveis do lado do Quartel-General Unificado foram Zhang Yongsheng, Weng Senhe e He Xianchun. Esses líderes controlavam o Conselho Sindical, que por sua vez mobilizava os trabalhadores para a milícia urbana, que substituía as forças militares e de segurança pública na manutenção da ordem social. Os líderes rebeldes usaram essa milícia urbana para realizar ataques e intimidações contra seus oponentes políticos. Junto com seus aliados na burocracia do partido, eles paralisaram a administração local. Muitos trabalhadores temiam a violência em seus locais de trabalho e isso paralisava a produção.
No final de 1974, Wang Hongwen e Deng Xiaoping viajaram para Hangzhou para tentar conter as lutas faccionais.

## O incidente
Em julho de 1975, a rádio de Zhejiang informou que mais de 10 mil soldados do Exército de Libertação Popular foram enviados para 13 fábricas de Hangzhou para "ajudar na produção". Três oficiais importantes foram substituídos, bem como um comandante do distrito militar provincial. Tan Qilong, que havia sido anteriormente expurgado, foi reabilitado como comandante militar. Esta foi a primeira vez desde a ascensão de Lin Biao que o partido enviou tropas para fábricas. Além de Hangzhou, houve deslocamentos semelhantes de tropas para outras áreas com lutas faccionais, por exemplo, em Fujian.